# Banchō

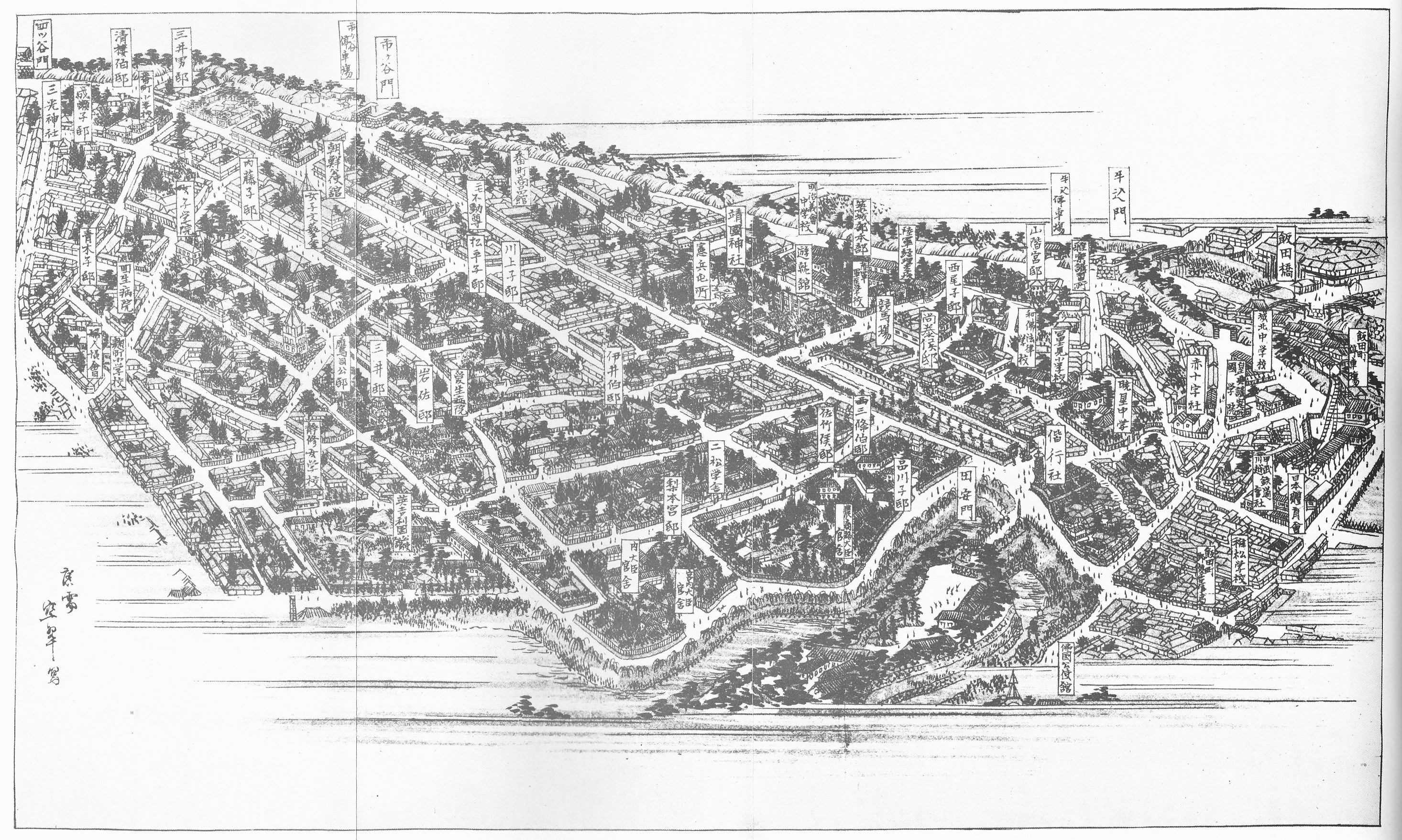
Panorama du quartier de Bancho, au centre de Tokyo.

Le Banchō (番町) est un quartier de  Chiyoda à Tokyo, composé essentiellement de Ichibanchō (一番町) à Rokubanchō (六番町)
La zone de Banchō est située à l'ouest du palais impérial. L'avenue Shinjuku Dōri (新宿通り, Shinjuku Dōri) forme sa limite sud, l'avenue Yasukuni Dōri (靖国通り, Yasukuni Dōri) forme sa limite nord, la douve Hanzō (半蔵濠, Hanzō-bori) forme sa limite orientale et la ligne Chūō forme sa limité orientale.

## Districts
| Ichibanchō Nibanchō Sanbanchō | Yonbanchō Gobanchō Rokubanchō | Fujimi Kudankita 2, 3 et 4-chome Kudanminami 2, 3 et 4-chome |

## Référence
- (en) Cet article est partiellement ou en totalité issu de l’article de Wikipédia en anglais intitulé « Banchō » (voir la liste des auteurs).